# Kvalifikacije za Svjetsko prvenstvo u nogometu 2010.
Na Svjetsko prvenstvo u nogometu – Južnoafrička Republika 2010. kvalificirat će se, uz domaćina 31 reprezentacija. 
Podjela mjesta po savezima:
- Europa (UEFA) – 13 mjesta
- Afrika (CAF) – 5 mjesta (6 s Južnoafričkom Republikom)
- Južna Amerika (CONMEBOL) – 4 ili 5 mjesta
- Azija (AFC) – 4 ili 5 mjesta
- Sjeverna i Srednja Amerika i Karibi (CONCACAF) – 3 ili 4 mjesta
- Oceanija (OFC) – 0 ili 1 mjesto

Do 15. ožujka 2007. kad je bio zadnji rok za prijave, za sudjelovanje u kvalifikacijama prijavile su se 204 od 208 reprezentacija članica FIFA-e. Na natjecanje nisu prijavljeni Brunej, Laos, Filipini i Papua Nova Gvineja.

## Kvalifikacije po savezima

### Azija(AFC)
Iz AFC kvalifikacija, na prvenstvo su se izravno plasirale reprezentacije Australije, Japana te Sjeverne i Južne Koreje, dok će reprezentacije Bahreina i Saudijske Arabije međusobno razigravati, a pobjednik će za plasman na Svjetsko prvenstvo igrati protiv reprezentacije Novog Zelanda.

### Skupina 1
| Reprezentacija | Ut. | Pob. | N. | Por. | G+ | G- | GR  | Bod. |
| -------------- | --- | ---- | -- | ---- | -- | -- | --- | ---- |
| Australija     | 8   | 6    | 2  | 0    | 12 | 1  | +11 | 20   |
| Japan          | 8   | 4    | 3  | 1    | 11 | 6  | +5  | 15   |
| Bahrein        | 8   | 3    | 1  | 4    | 6  | 8  | -2  | 10   |
| Katar          | 8   | 1    | 3  | 4    | 5  | 14 | -9  | 6    |
| Uzbekistan     | 8   | 1    | 1  | 6    | 5  | 10 | -5  | 4    |

### Skupina 2
| Reprezentacija    | Ut. | Pob. | N. | Por. | G+ | G- | GR  | Bod. |
| ----------------- | --- | ---- | -- | ---- | -- | -- | --- | ---- |
| Južna Koreja      | 8   | 4    | 4  | 0    | 12 | 4  | +8  | 16   |
| Sjeverna Koreja   | 8   | 3    | 3  | 2    | 7  | 5  | +2  | 12   |
| Saudijska Arabija | 8   | 3    | 3  | 2    | 8  | 8  | 0   | 12   |
| Iran              | 8   | 2    | 5  | 1    | 8  | 7  | +1  | 11   |
| UAE               | 8   | 0    | 1  | 7    | 6  | 17 | -11 | 1    |

### Razigravanje
| Prva momčad | Rez. | Druga momčad      | 1. ut. | 2. ut. |
| ----------- | ---- | ----------------- | ------ | ------ |
| Bahrein     | 2–2  | Saudijska Arabija | 0–0    | 2–2    |

### Oceanija(OFC)
U OFC kvalifikacijama natjecalo se deset reprezentacija, te Tuvalu koji nije član FIFA-e. U prvom krugu, na Igrama Pacifika, tri prvoplasirane momčadi, zajedno s Novim Zelandom kvalificirale su se u drugi krug, Oceanijski kup nacija. Pobjednik skupine, Novi Zeland, kvalificirao se u međukonfederacijsko razigravanje s predstavnikom AFC-a za plasman na Svjetsko prvenstvo

#### Konačni poredak
| Reprezentacija  | Ut. | Pob. | N. | Por. | G+ | G- | GR | Bod. |
| --------------- | --- | ---- | -- | ---- | -- | -- | -- | ---- |
| Novi Zeland     | 6   | 5    | 0  | 1    | 14 | 5  | +9 | 15   |
| Nova Kaledonija | 6   | 2    | 2  | 2    | 12 | 10 | +2 | 8    |
| Fidži           | 6   | 2    | 1  | 3    | 8  | 11 | -3 | 7    |
| Vanuatu         | 6   | 1    | 1  | 4    | 5  | 10 | -5 | 4    |

## Međukonfederacijska razigravanja
Za plasman na Svjetsko prvenstvo, odigrat će se dvije utakmice međukonfederacijskih razigravanja:
- Četvrtoplasirana momčad CONCACAF-a protiv petoplasirane momčadu CONMEBOL-a
- Petoplasirana momčad AFC-a protiv pobjednika OFC-a

### CONCACAF – CONMEBOL
| Prva momčad | Rez. | Druga momčad | 1. ut. | 2. ut. |
| ----------- | ---- | ------------ | ------ | ------ |
| Kostarika   | 1–2  | Urugvaj      | 0–1    | 1–1    |

### AFC – OFC
| Prva momčad | Rez. | Druga momčad | 1. ut. | 2. ut. |
| ----------- | ---- | ------------ | ------ | ------ |
| Bahrein     | 0–1  | Novi Zeland  | 0–0    | 0–1    |

## Vanjske poveznice
- Kvalifikacije za Svjetsko prvenstvo u nogometu – Južnoafrička Republika 2010.  Arhivirana inačica izvorne stranice od 30. kolovoza 2007. (Wayback Machine)